# Polyrhachis jurii
Polyrhachis jurii är en myrart som beskrevs av Vladimir Aphanasjevich Karavaiev 1935. Polyrhachis jurii ingår i släktet Polyrhachis och familjen myror. Inga underarter finns listade i Catalogue of Life.